# San Sebastián Huehuetenango
San Sebastián Huehuehuetenango (San Sebastián: en honor a San Sebastián Mártir) es un municipio del departamento de Huehuetenango de la región nor-occidente de la República de Guatemala.

## Historia
San Sebastián Huehuetenango es un pueblo originario de la época precolombina y su verdadero nombre proviene del término Toxoh o Toj toj, que del idioma mam significa «Entre aguacates». En sus primeros años, el pueblo de San Sebastián Huehuetenango formó parte del departamento de Huehuetenango desde un principio. La población del municipio era superior a la de la cabecera departamental Huehuetenango; tenía 1384 habitantes, a solamente 916 personas más que Huehuetenango.
El 29 de diciembre de 1891 fue autorizada la petición de la municipalidad trasladar la cabecera municipal a otro lugar, y es ahí en donde se encuentra actualmente. En ese entonces, era conocido como "Valle de Esquizal", debido a las frecuentes inundaciones que sufría como consecuencia de las grandes cantidades de agua que produce el río Grande. El lugar en donde estaba establecida la cabecera municipal, es en donde se encuentra actualmente la aldea de Pueblo Viejo, en donde se encontraron ruinas que evidencian una numerosa población. Según esa información, se confirma que la cabecera municipal no ha estado siempre en su ubicación actual, ya que anteriormente se encontraba en lo que hoy es la aldea Pueblo Viejo; y derivado de la inundación que sufrió por la crecida del río Seleguá, fue trasladada al valle de Esquizal o Tascaj.
El 12 de mayo de 1892 se dispuso que los municipios de Santa Bárbara, San Rafael Pétzal y San Sebastián Huehuetenango fueran anexados al municipio de Malacatán, que actualmente es el municipio de Malacatancito, pero nunca sucedó, y aún no se sabe la fecha en la que ese acuerdo no pudo ser efectuado.
En 1934 estaba restablecido como municipio, pues en ese año se aprobó su Plan de Arbitrios. Finalmente, el 21 de agosto de 1940, se aprobaron las operaciones de deslinde con Todos Santos Cuchumatán.

## Territorio

### Extensión territorial
El municipio tiene una extensión territorial de 108 km².

### Demografía
El municipio tiene, en 2022, una población aproximada de 43 261 habitantes según el censo de población del año 2018 con una densidad de 400 personas por kilómetro cuadrado. Existe un población superior indígena de la etnia mam representando el 96 %, y el 4 % es población ladina.

## Ubicación
Se encuentra a una distancia de 23 km de la cabecera departamental Huehuetenango y a 273 km de la ciudad capital Guatemala. En el norte del municipio se encuentra el municipio de Todos Santos Cuchumatán, al este se encuentra el municipio de Chiantla y la cabecera departamental Huehuetenango, al oeste se encuentran los municipios de San Juan Atitán y San Rafael Pétzal y al sur se encuentra el municipio de Santa Bárbara.